# Configni
Configni är en ort och kommun i provinsen Rieti i regionen Lazio i Italien. Kommunen hade 581 invånare (2018).